# Bażaniwka
Bażaniwka (ukr. Бажанівка) – wieś na Ukrainie, w obwodzie czernihowskim, w rejonie pryłuckim. W 2001 liczyła 135 mieszkańców.